# Список президентов Сербской академии наук и искусств

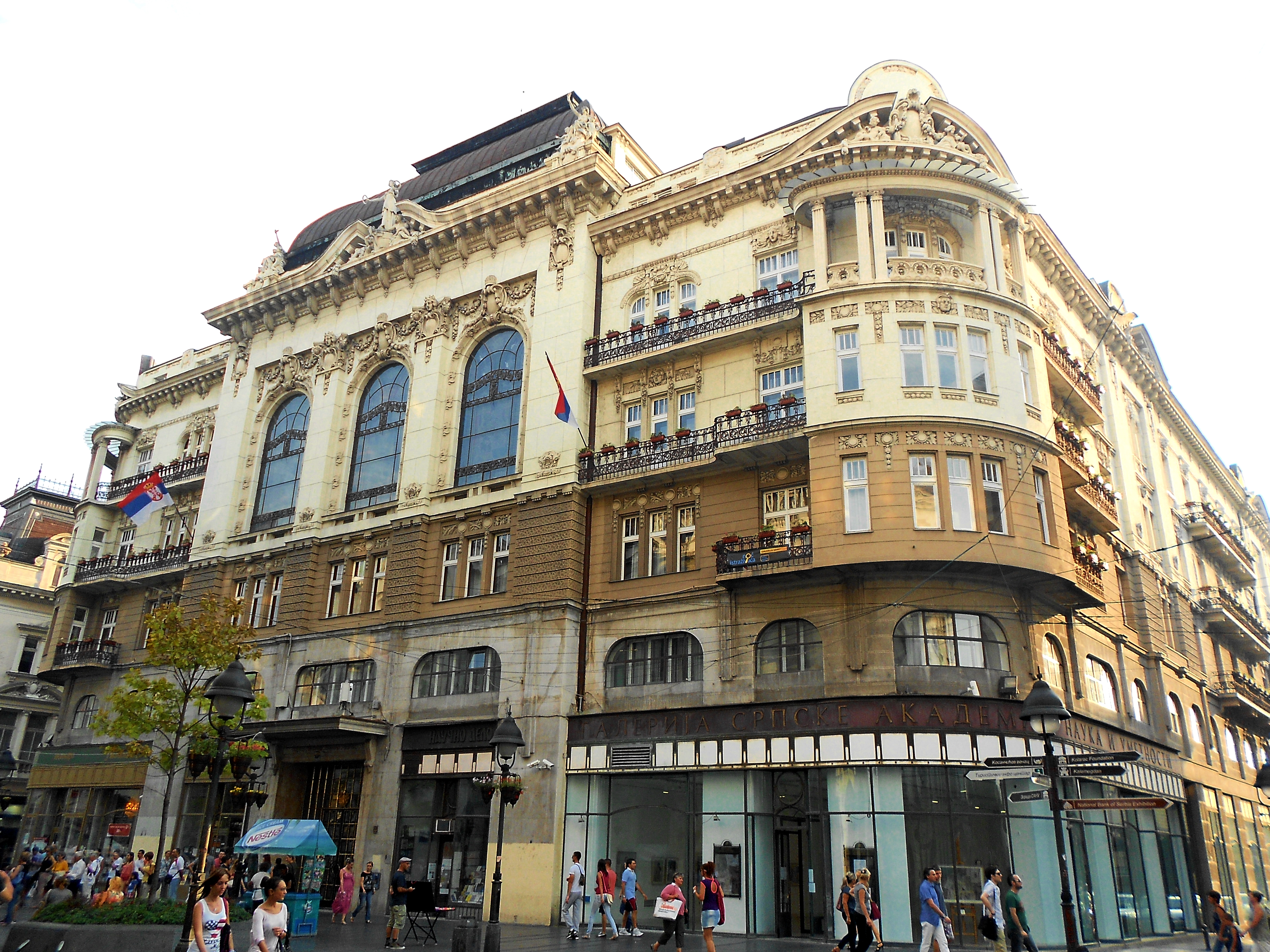
Здание Сербской академии наук и искусств

Сербская академия наук и искусств (серб. Српска академија наука и уметности / Srpska akademija nauka i umetnosti) — высшее научное и просветительское учреждение Сербии. Она была создана 1 ноября 1886 года как Сербская королевская академия наук.
Первым президентом Академии в 1887 году был назначен сербский врач и ботаник Йосиф Панчич. Его, а также первых членов Академии выбрал король Милан Обренович в соответствие с утвержденным Скупщиной (парламентом) законом.
Президент Академии, согласно статье 24 Закона об Академии наук и искусств, избирается ее Скупщиной. Голосование тайное, побеждает кандидат, набравший не менее 50 % голосов. В случае отсутствия победителя спустя две недели проводится повторное голосование.
В настоящее время президентом Академии является невролог Владимир Костич, занимающий эту должность с 2015 года.
Президент Академии является ее представителем и выступает от ее имени. Он созывает заседания Скупщины, Президиума и Исполнительного комитета, контролирует их деятельность, а также исполняет ряд других функций.

## Легенда
В списке представлены президенты Сербской академии наук и искусств с момента ее основания. Они располагаются в соответствии с временем их избрания.
Таблица:
- № — номер президента в хронологическом порядке;
- Изображение — портрет или фотография президента;
- Имя — имя президента на русском языке, в скобках приводится оригинал имени на сербском;
- Годы жизни — время жизни президента;
- Годы исполнения полномочий — период нахождения на посту президента;
- Профессия и научная деятельность — профессия на момент избрания президентом Академии, краткая характеристика научной деятельности;
- Пр. — ссылки на источники;

Сортировка может проводиться по любому из выбранных столбцов таблиц.

## Президенты Сербской академии наук и искусств
| №  | Портрет | Имя                                         | Годы жизни | Годы исполнения полномочий | Профессия и научная деятельность | Пр.                 |
| -- | ------- | ------------------------------------------- | ---------- | -------------------------- | --- | ------------------- |
| 1  |         | Йосиф Панчич серб. Јосиф Панчић             | 1814—1888  | 1887—1888                  | Врач, ботаник. Наиболее известным достижением Йосифа Панчича является открытие им редкого вида ели — Ели сербской (или Панчичевой ели). | [ 5 ] [ 6 ] [ 2 ]   |
| 2  |         | Чедомиль Миятович серб. Чедомиљ Мијатовић   | 1842—1932  | 1888—1889                  | Экономист, историк, дипломат. Автор работ по истории Сербии. Выступал пропагандистом сербской культуры и политики в Великобритании. | [ 7 ] [ 8 ] [ 2 ]   |
| 3  |         | Димитирие Нешич серб. Димитрије Нешић       | 1836—1904  | 1892—1895                  | Математик. Преподавал евклидову и аналитическую геометрию, тригонометрию, комбинаторику, алгебру, дифференциальное и интегральное исчисление. автор нескольких учебников по математике. | [ 9 ] [ 2 ]         |
| 4  |         | Милан Миличевич серб. Милан Милићевић       | 1831—1908  | 1896—1899                  | Писатель, этнограф, историк, географ. Автор множества трудов по истории и этнографии Сербии. | [ 10 ] [ 2 ]        |
| 5  |         | Йован Ристич серб. Јован Ристић             | 1831—1899  | 1899                       | Политик, дипломат, историк. Автор ряда работ по истории Сербии. | [ 2 ] [ 10 ]        |
| 6  |         | Сима Лозанич серб. Сима Лозанић             | 1847—1935  | 1899—1900 1903—1906        | Химик. Вел исследования в области электросинтеза, в котором он изучал реакции СО и CO2 с другими веществами под действием электрического разряда. Опубликовал более 200 научных работ по прикладной и экспериментальной химии. Автор ряда учебников, которые охватывали различные области химии: неорганическая химия, органическая химия, аналитическая химия и химическая технология. | [ 2 ] [ 10 ]        |
| 7  |         | Йован Мишкович серб. Јован Мишковић         | 1844—1908  | 1900—1903                  | Военный. Был начальником Генштаба сербской армии. Автор ряда работ по истории и географии. | [ 2 ] [ 10 ]        |
| 8  |         | Стоян Новакович серб. Стојан Новаковић      | 1842—1915  | 1906—1915                  | Политик, писатель, дипломат, филолог, историк. В 1865 году стал профессором гимназии и избран членом Сербского научного общества. Был профессором Высшей школы, позднее преобразованной в Белградский университет. | [ 2 ] [ 11 ]        |
| 9  |         | Йован Жуёвич серб. Јован Жујовић            | 1856—1936  | 1915—1921                  | Геолог. Занимался исследованиями в области геологии, палеонтологии и антропологии Сербии. В 1880—1900 гг. подготовил первую геологическую карту Сербии. Автор ряда учебников геологии Сербии. | [ 2 ] [ 12 ]        |
| 10 |         | Йован Цвиич серб. Јован Цвијић              | 1865—1927  | 1921—1927                  | Географ, этнограф, геолог. Считается основателем балканистики как научного направления. Стал основателем Географического института, который положил начало существованию Географического факультета Белградского университета. | [ 2 ] [ 13 ]        |
| 11 |         | Слободан Йованович серб. Слободан Јовановић | 1869—1958  | 1928—1931                  | Политик, историк, юрист. Автор множества работ по истории государственного устройства и права Сербии и других стран. На протяжении более 40 лет был ректором Белградского университета. | [ 2 ] [ 14 ]        |
| 12 |         | Богдан Гаврилович серб. Богдан Гавриловић   | 1864—1947  | 1931—1937                  | Математик. Ему наравне с Михаилом Петровичем и Милутином Миланковичем приписывается внедрение современной математики в Сербии в начале XX столетия. | [ 2 ] [ 15 ]        |
| 13 |         | Александар Белич серб. Александар Белић     | 1876—1960  | 1937—1960                  | Философ. В 1913 году вместе с Любомиром Стояновичем основал журнал «Јужнословенски филолог», редактором которого был с 1913 по 1960 годы. Автор ряда работ по языкознанию. | [ 2 ] [ 16 ]        |
| 14 |         | Илия Джуричич серб. Илија Ђуричић           | 1898—1965  | 1960—1965                  | Ветеринар, автор ряда трудов в области ветеринарии. | [ 2 ]               |
| 15 |         | Велибор Глигорич серб. Велибор Глигорић     | 1899—1977  | 1965—1971                  | Писатель, литературный критик. Автор ряда произведений. Преподавал на Философском факультете Белградского университета. | [ 2 ]               |
| 16 |         | Павле Савич серб. Павле Савић               | 1909—1994  | 1971—1981                  | Физик, химик. Вел исследования в области ядерной физики, ядерной химии, физики низких температур и физики высоких давлений. Вместе с И. Жолио-Кюри он в 1938 году впервые доказал, что одним из продуктов деления ядра урана при облучении нейтронами является лантан. Открыл также один из изотопов ксенона. Совместно с X.Халбаном и Л.Коварски определил точные параметры расщепления ядра урана, разработал метод получения сверхнизких температур, установил геохимический цикл урановых соединений. | [ 2 ] [ 17 ] [ 18 ] |
| 17 |         | Душан Каназир серб. Душан Каназир           | 1921—2009  | 1981—1994                  | Биолог. Возглавлял лабораторию молекулярной биологии и эндокринологии Института «Борис Кидрич». | [ 2 ] [ 19 ]        |
| 18 |         | Александар Деспич серб. Александар Деспић   | 1927—2005  | 1994—1998                  | Химик. Занимался исследованиями в области фундаментальной и прикладной электрохимии и химической инженерии. Был одним из основателей, а впоследствии и директором Музея науки и техники в Белграде. | [ 2 ] [ 20 ]        |
| 19 |         | Деян Медакович серб. Дејан Медаковић        | 1922—2008  | 1999—2003                  | Историк. Автор множества работ по истории сербской культуры эпохи Возрождения и Нового времени. | [ 2 ] [ 21 ]        |
| 20 |         | Никола Хайдин серб. Никола Хајдин           | 1923—2019  | 2003—2015                  | Инженер. Спроектировал ряд мостов. Занимался исследованиями в области строительной механики. Автор около 200 научных работ. | [ 2 ] [ 22 ]        |
| 21 |         | Владимир Костич серб. Владимир Костић       | р. 1953    | 2015—2023                  | Невролог. Занимается исследованиями дегенеративных процессов в клетках головного мозга, таких как болезнь Паркинсона, Альцгеймера и Хантингтона. | [ 3 ]               |
| 22 |         | Зоран Кнежевич серб. Зоран Кнежевић         | р. 1949    | 2023—н.в.                  | Астроном. Занимается изучением малых небесных тел Солнечной системы. Директор Белградской астрономической обсерватории. | [ 23 ]              |